# 赤石千衣子
赤石 千衣子（あかいし ちえこ、1955年 - ）とは、日本の社会活動家。認定NPO法人しんぐるまざあず・ふぉーらむ理事長、社会福祉士、キャリア・コンサルタント、著作家。

## 概要
東京大学卒業後、演劇研究所に通いつつ一児を妊娠、26歳で出産。「未婚の母」として生きる中で、母子家庭の女性が集まる「児童扶養手当の切り捨てを許さない連絡会」に参加した。
その後、シングルマザーと子どもたちを支援する「しんぐるまざあず・ふぉーらむ」の理事長を務める。
厚生労働省の社会保障審議会児童部会ひとり親家庭の支援の在り方に関する専門委員会の委員、朝日新聞論壇委員。
反貧困ネットワーク副代表、社会的包摂サポートセンター運営委員、ふぇみん婦人民主新聞編集長を歴任した。
出典。

## 主な著書
- 著書『ひとり親家庭』（岩波新書）岩波書店 2014年 ISBN 400431481X
- しんぐるまざあずふぉーらむ (著)『シングルマザーのあなたに　暮らしを乗り切る５３の方法』現代書館 2008年 ISBN 4768434800

## 出演
- ポリタスTV（YouTube、2020年7月21日）